# Rattan
Rattan és un poble dels Estats Units a l'estat d'Oklahoma. Segons el cens del 2000 tenia 241 habitants.

## Demografia
Segons el cens del 2000, Rattan tenia 241 habitants, 111 habitatges, i 65 famílies. La densitat de població era de 23,4 habitants per km².
Dels 111 habitatges en un 27% hi vivien nens de menys de 18 anys, en un 49,5% hi vivien parelles casades, en un 8,1% dones solteres, i en un 41,4% no eren unitats familiars. En el 37,8% dels habitatges hi vivien persones soles el 19,8% de les quals corresponia a persones de 65 anys o més que vivien soles. El nombre mitjà de persones vivint en cada habitatge era de 2,17 i el nombre mitjà de persones que vivien en cada família era de 2,91.
Per edats la població es repartia de la següent manera: un 22% tenia menys de 18 anys, un 3,3% entre 18 i 24, un 25,7% entre 25 i 44, un 24,5% de 45 a 60 i un 24,5% 65 anys o més.
L'edat mediana era de 45 anys. Per cada 100 dones de 18 o més anys hi havia 86,1 homes.
La renda mediana per habitatge era de 20.357 $ i la renda mediana per família de 29.167 $. Els homes tenien una renda mediana de 30.833 $ mentre que les dones 24.500 $. La renda per capita de la població era d'11.819 $. Entorn del 17,6% de les famílies i el 20,3% de la població estaven per davall del llindar de pobresa.

## Poblacions més properes
El següent diagrama mostra les poblacions més properes.